# Leonard Borwick
Leonard Borwick (Walthamstow, 26 febbraio 1868 – Le Mans, 15 settembre 1925) è stato un pianista inglese specializzato in particolare nella musica di Robert Schumann e Johannes Brahms.

## Biografia

### Formazione iniziale e debutti
Nato a Walthamstow, nell'Essex, da una famiglia dello Staffordshire, Leonard Borwick studiò pianoforte con Henry R. Bird e violino e viola con Alfred Gibson fino all'età di 16 anni. Studiò in seguito pianoforte con Clara Schumann presso il Dr. Hoch's Konservatorium, Francoforte e anche composizione sotto Bernhard Scholz e Iwan Knorr e violino e viola sotto Fritz Basserman. Durante gli ultimi anni del 1880, mentre era in permesso dalla scuola di Clara Schumann, Borwick aveva incontrato il baritono Harry Plunket Greene mentre cantava una sera a casa di Arthur Chappell a Londra. Greene era stato al Clifton College con il fratello di Borwick e si sviluppò un'amicizia tra loro. Debuttò ai concerti del Museo di Francoforte nel concerto concerto "Imperatore" di Beethoven nel novembre 1889 e nello stesso mese a Strasburgo sotto la direzione di Franz Stockhausen (allievo di Alkan) in quel concerto e con brani di Chopin (un Notturno ) e Liszt (Grandes études de Paganini).

### Il debutto a Londra e i recital 1890-1891
Il suo debutto a Londra avvenne l'8 maggio 1890, ad un concerto della Royal Philharmonic Society, nel Concerto per pianoforte in La minore di Schumann. Si esibì nuovamente a Londra il 12 giugno e il 17 giugno in un concerto per Hans Richter, suonò una rapsodia di Brahms, condividendo il palco con Marie Fillunger (1850-1930), cantante di lieder e intima del circolo Schumann-Joachim. Suonò anche il Concerto in Re minore di Brahms, che George Bernard Shaw definì "un pasticcio di pezzetti e frammenti molto denso nella parte del pianoforte, che Leonard Borwick ha suonato con l'entusiasmo della giovinezza con uno stile tecnicamente ammirevole". Shaw gli raccomandò di lanciarsi nei recital.
Il 20 settembre suonò un quartetto per pianoforte di Brahms e nel novembre 1890 suonò sia il quartetto, sia i Die Junge Nonne e Nacht und Traume con la Fillunger, al Castello di Windsor per un concerto reale. Fu descritto come "il pianista preferito della Regina Vittoria". A dicembre Shaw lo descrisse come "un allievo rifinito... il suo rapido sentimento musicale e la sua competenza tecnica guadagnata con diligenza gli danno il diritto di prendere il suo posto con merito tra i nostri più importanti interpreti di concerti". Nel marzo 1891 suonò un concerto di Bach per due pianoforti con Ilona Eibenschütz (allieva di Clara Schumann) in un concerto del Bach Choir. Quell'autunno suonò di nuovo a Windsor, con la violinista Emily Shinner-Liddell (una studentessa di Joachim). A quel tempo anche l'altra famosa allieva britannica di Clara Schumann, Fanny Davies, stava iniziando la sua carriera a Londra.

### Debutto a Vienna - Brahms
Borwick suonò il Concerto per pianoforte n. 1 di Brahms sotto Hans Richter a Vienna nel 1891. Brahms stesso era a questo concerto e scrisse a Clara Schumann che l'interpretazione del suo allievo aveva contenuto tutto il fuoco, la passione e l'abilità tecnica che il compositore aveva sperato nei suoi momenti più ottimistici. Da quel momento in poi Borwick divenne strettamente interessato alla musica di Brahms e al lavoro inglese dell'amico e principale interprete di Brahms, il violinista Joseph Joachim. Clara Schumann scrisse al professor Bernuth di Amburgo per raccomandare Borwick come "probabilmente il suo migliore allievo: non ho mai sentito suonare meglio il concerto in La minore di Schumann né quello in Re minore di Brahms".

### I recital di Londra
Nel 1893 Borwick aveva iniziato a recarsi in tournée in Europa e suonava in famosi concerti di musica classica alla St James's Hall e in concerti da camera con il Joachim Quartet. Shaw pensava che il suo modo di suonare la Sonata Marcia funebre di Chopin in ottobre fosse eccellente, ma non gradiva i tentativi di Borwick di "sentimentalizzare e rendere appetibile" Beethoven. Nel febbraio 1894 ai concerti popolari, in ritardo nella sonata in Si bemolle D. 960 di Schubert e in pezzi di Schumann, sembrava "sognare i pezzi piuttosto che pensare a suonarli". Quando Borwick arrivò sul palco rimase seduto meditativamente davanti alla tastiera per alcuni istanti prima di rendersi conto della presenza del pubblico e quando suonò divenne così assorbito da dimenticare il pubblico. (Una volta, suonando un'ultima nota falsa, picchiò con rabbia sulla nota corretta fino a quando le risate del pubblico gli ricordarono che per la verità si trovava in concerto.)
Nel marzo 1894 la Philharmonic Society aprì la sua stagione, trasferendosi nella Queen's Hall. Borwick suonò il Concerto Imperatore di Beethoven. Shaw lo trovò irreprensibile ma non memorabile: forse era stato messo in ombra dalla prima inglese della Sinfonia Patetica di Čajkovskij, che Sir Alexander Mackenzie aveva diretto nella stessa occasione. Tuttavia il calore e il colore di Borwick furono apprezzati dalla Filarmonica, che gli chiese ripetutamente di ripeterlo ed Herman Klein sentì che infine i giorni aridi di Arabella Goddard e i suoi feux d'artifice erano finiti. Una Sonata per pianoforte n. 2 di Chopin data a giugno fu accolta con grande entusiasmo alla St James's Hall, insieme alle opere di Saint-Saëns, Schumann, Liszt e Mendelssohn. Nel luglio 1894 tenne due serate da solista a Londra con Emily Shinner e Marie Fillunger alla Queen's Hall in recital di opere di Brahms e Schumann.

### Recital con Plunket Greene
Tuttavia stava iniziando una nuova collaborazione. Plunket Greene (anch'egli formatosi in Germania) nel 1893 propose di eseguire concerti da solista ogni anno a Londra, seguiti da tournée nelle province. A Borwick piacque l'idea e il loro primo recital a Londra fu nel dicembre del 1893 alla St James's Hall, seguito da una tournée nazionale. Per i primi due anni Borwick fu accompagnatore, oltre a suonare i suoi pezzi da solista, ma in seguito Samuel Liddle fu invitato ad accompagnare e la squadra fu così completa. La loro parola d'ordine era che non bisognava prendersi cura delle mani o della voce, non ci doveva essere interesse per la pubblicità e avrebbero dovuto i valori musicali. Il loro repertorio andava da Bach ai moderni e non hanno mai ripetuto un brano in dieci anni di recital londinesi.
Specializzati nei lieder di Franz Schubert, Schumann e Brahms, ma eseguendo brani di ogni genere, furono i pionieri del recital a tema (di solito circa 90 minuti). L'11 gennaio 1895 Borwick e Plunket Greene eseguirono la prima rappresentazione completa del Dichterliebe di Schumann mai ascoltato in Inghilterra, alla St James 'Hall. Borwick accompagnò sempre senza spartito. Plunket Greene fu l'esecutore originale di molte delle cantate di Arthur Somervell (e quelle di Hubert Parry e Charles Villiers Stanford) e Borwick e il compositore diedero la prima esecuzione delle Variazioni su un tema originale in mi minore di Somervell, per due pianoforti. L'amicizia rimase sempre, ma la routine dei recital e delle tournée, che dovevano essere organizzati tenendo contoattorno degli impegni inglesi, continentali e transatlantici separati, si dissolse intorno al 1904 piuttosto che continuare con scarso impegno.

### Interessi artistici
Borwick aveva molti interessi, compresa l'arte contemporanea. Tra gli artisti che ammirava c'era Vilhelm Hammershøi, di cui possedeva almeno due esemplari. Tra il 1897 e il 1906 l'artista fece tre visite a Londra per dipingere: Borwick lo persuase a fare visita a Whistler, ma questo non fu un successo. Due dei dipinti dell'artista nelle collezioni nazionali (uno nella National Gallery e uno nella Tate Britain) sono dovuti a Borwick: Interior 1899 fu donato alla National Gallery dagli amici di Borwick in suo ricordo.

### Continuando il pianismo
Borwick fu sempre più identificato con il lavoro di recital strumentale con Joachim e altri e faceva tournée, in particolare in Germania, Parigi e Scandinavia. Nel gennaio 1903 eseguì duetti per pianoforte con Edward Elgar: nel marzo 1904 suonava a Berlino. In un recital alla Bechstein Hall del maggio 1906, lui e Joachim eseguirono le sonate di Beethoven (Op. 23 in La minore; Op. 30, N. 1 in La maggiore), Bach (Si minore), Mozart (Mi bemolle, Peters N. 16) e Brahms (Op. 78 in Sol maggiore). Joachim dichiarò di preferire Borwick a qualsiasi altro partner in tale lavoro. Non trascurò le province: nel novembre del 1908, per esempio, segnò un trionfo quando riapparve dopo 11 anni per eseguire per la prima volta il Concerto in Sol minore di Saint-Saëns a York con la York Symphony Orchestra, seguita da una Fuga all'Organo di Bach, sonate di Domenico Scarlatti e valzer di Chopin.
Nel 1911–12 intraprese una lunga tournée di concerti negli Stati Uniti e in Australia e tornò rinvigorito da una nuova sicurezza e freschezza nel suo modo di suonare. Questo sembrava promettere una nuova fase della sua carriera. Nel marzo 1914 la Philharmonic Society lo ascoltò suonare il concerto di Schumann sotto Willem Mengelberg: e in una Sonata Appassionata eseguita a Edimburgo nel 1913 e nel suo recital della Carnegie Hall del novembre 1914 (che includeva Bruyères, la prima esecuzione inglese di uno dei Preludi di Debussy dal Libro II), sembrava promettere molto: "una libertà e un vigore che hanno dato alla sua arte una nuova forza". Plunkett Greene ammirava molto il suo Gaspard de la nuit (Ondine), di Ravel. Nel 1913 elencò i suoi interessi come poesia, pittura, Italia, tennis, ciclismo, ginnastica e illusionismo. Era bravo a giocare a scacchi e a biliardo ed era un visitatore abituale del campo da cricket di Lord. Era anche vegetariano e idealista in varie altre questioni che si attenevano sempre ai suoi principi.
La prima guerra mondiale mise fine a molte speranze. Al concerto del Polish Victims Relief Fund, luglio 1915, eseguì la Polish Fantasy di Paderewski (pianoforte e orchestra) sotto la direzione di Thomas Beecham e suonò Chopin. Dopo la guerra, nel maggio 1919, insieme al violinista Jelly d'Arányi, tenne un memoriale concerto di sonate alla Wigmore Hall per il musicista irlandese-australiano Frederick Septimus Kelly, un laureato a Oxford ucciso nel 1916. Nel 1921 tenne due recital alla Aeolian Hall a marzo e aprile, che includeva la sua trascrizione del Prélude à l'après-midi d'un faune di Debussy (originariamente presentato per lui da Mark Hambourg). Quasi nella stessa settimana George Copeland eseguì la propria trascrizione dello stesso brano. Un critico trovò la versione di Borwick "complicata e fredda", sebbene sia ancora molto ammirata.
Leonard Borwick morì a Le Mans nel 1925. Viene ricordato come un poeta della tastiera, un grande pittore di colori pianistici, che possedeva una gamma molto ampia di espressioni dal tocco più delicato a un fuoco e una risorsa di profondità tonale maggiore di quella che poteva avere un solito allievo della scuola di Clara Schumann. Plunket Greene ricordava come comunicava con la bellezza ed aveva visioni, la sua riverenza, la sua silenziosa semplicità e il suo eludere la pubblicità personale. Non ha registrato dischi di grammofono. Il Royal College of Music assegna un Premio Leonard Borwick per Pianoforte a studenti eccezionali.
Tra i suoi studenti ci fu Anthony Bernard.

### Composizioni
Arrangiamenti per pianoforte:
- Bach: Chorale, Jesu bleibet meine Freude, Movt 10, Cantata BWV 147. (Augener)
- Bach: Chorale Prelude, O Lamm Gottes Unschuldig, BWV 618 or 656.? (Augener)
- Debussy: Prélude à l'après-midi d'un faune. (Fromont)
- Debussy: Fetes. (Fromont)
- Coleridge-Taylor: Two Moorish Tone-Pictures, Op. 17. (Augener)